# 스탠리 밀러
스탠리 로이드 밀러(Stanley Lloyd Miller, 1930년 3월 7일 ~ 2007년 5월 20일)는 미국의 화학자, 생물학자이다. 그는 생명의 기원에 대한 연구에서 무기물에서 유기물을 합성하는 실험을 통해 원시지구에서 생명탄생의 가능성을 증명하였다. 그는 실험에서 암모니아와 수증기 등 원시지구에 다량 존재했던 기체들에 전기 방전을 가하면 유기물이 합성되며, 이 유기물들이 생명체의 존재 없이도 합성 가능하다는 사실을 실험적으로 증명하였다.
※ 빅뱅 이론에 의한 생명 탄생을 검증하려 하였으나, 끝내 실패하였다. 유기물 합성은 화학적 반응에 의해 가능한 것으로 많은 이들이 재검증하였으나, 생명체로 진화라든가 생명체의 특징으로 볼 수 있는 유의미한 연구 결과는 지금껏 확인된 바 없다.

## 생애
지구에서의 생명의 기원을 연구하던 젊은 과학자 스탠리 로이드 밀러(Stanley Lioyd Miller)는 2007년 5월 20일 캘리포니아에서 77세의 나이로 사망하였다. 사망 원인은 심장병이라고 그의 형제 도날드 밀러(Donald Miller)는 말했다.
미국의 생화학자 밀러는 그의 아버지 나탄 해리 밀러(Nathan Harry Miller)와 어머니 에디뜨 레비 밀러(Edith Levy Miller) 사이에서 1930년 3월 7일 미국 캘리포니아주의 오클랜드에서 태어났다. 후에 밀러는 1951년 버클리 대학에서 화학을 공부했으며, 1954년 시카고 대학에서 학위를 받았다. 학위를 받은 후 밀러는 유명한 화학자인 해럴드 클레이턴 유리(1893∼1981, 1934년에 노벨 화학상 수상) 밑에서 연구하였다. 밀러는 수소의 동위원소인 중수소를 발견해 1934년 노벨화학상을 수상한 해럴드 클레이턴 유리 밑에서 연구하면서 지구물리학과 화학에도 흥미를 가지고 있던 그에게 아주 큰 영향을 받았다. 밀러는 1960년 샌디에이고에 있는 캘리포니아 대학의 교단에 섰고, 1968년 화학 교수가 되었다.
밀러의 가장 높게 평가되는 과학적 업적은 그가 시카고 대학을 다니던 1953년에 이루어졌다. 밀러는 스승인 유리의 수업을 듣고 생명체를 이루는 분자가 만들어지려면 지구가 환원성 대기여야 했을 거라는 주장을 증명하는 실험을 하려 했다. 결국 밀러는 1953년 실험을 통하여 무기물로부터 유기물을 합성하는데 성공하였다. 이 실험은 초기 지구에 존재했던 간단한 화학적 물질들로 어떻게 아미노산과 단백질을 합성하였는지 설명하였다. 밀러는 생물학적 문제에서 가장 어려운 것들 중 하나를 해결한 것이었다. 또한 이 실험은 구소련의 생화학자 알렉산드르 오파린의 가설을 확립시켜주었다. 유리는 밀러에게 실험 결과를 정리한 논문을 사이언스에 보낼 것을 추천하였다. 그러나 사이언스 지 논문의 검토를 맡은 한 과학자가 밀러의 논문 내용을 믿지 못하여  시간을 지연하자 이번에 밀러는 그의 논문을 미국 화학 학회지에 제출하였다. 밀러는 젊은 나이에 실험을 통하여 위대한 발견을 하였다는 점과 그 명예를 혼자 누릴 수 있었다는 점이 큰 행운이었다. 그의 발견은 왓슨과 크릭이 DNA의 구조를 알아낸 것과 같은 해에 세상에 알려지게 되었다.
밀러는 남은 과학적 생애를 캘리포니아 주립 대학교에서 그의 업적을 더욱 발전하려고 노력하였다. 그러나 이후에 아무도 살아있는 세포나 고분자가 합성되는 메커니즘을 제시하지 못하였다. 후에 밀러는 1974년 레슬리 오르겔(L. E. Orgel)과 함께 "생명의 기원"이라는 책을 썼다.

### 소속된 단체

#### 미국과학진흥회
미국과학진흥회는 1848년 미국 필라델피아에서 창립된 단체로 과학 일반에 관한 한 세계에서 가장 방대한 조직을 가지고있으며 영어로 American Association for the Advancement of Science, 줄여서 AAAS라고 한다. 과학, 정책 및 사회와 밀접한 관계를 맺으며, 과학의 자유와 책임을 신장시키고 그것의 효율성을 최대화시키기 위해 만들어졌다. 정기적으로 과학에 관한 우수 논문들을 엄선해 출판함으로써 많은 세계 과학 기관에게 큰 영향을 주고 있다.

#### 전미과학아카데미
1743년 벤자민 프랭클린(Benjamin Franklin)에 의해 설립된 미국 철학협회(ASP)는 과학적 조사·연구에 목적이 있다. 1780년 미국 예술·과학 아카데미로 창설되어 1840년에는 미국과학진흥회로 조직되었다. 19세기 중반 스미스소니언협회와 미국 과학발전 아카데미(AAAS)에서 이 단체들을 통합하였다. 국가발전을 위한 과학분야의 연구와 조사가 설립목적이며, 정부 각 부처에 대한 과학과 기술 자문이 주된 역할이다.

#### 파이 베타 카파 협회
파이 베타 카파 협회는 미국대학 우등생들로 구성된 친목 도모 단체로서, 파이 베타 카파 (ΦΒΚ)는 "Φιλοσοφία Βίου Κυβερνήτης". "학습에 대한 사랑은 인생의 인도자다"를 의미한다.

## 업적

### 유기물 합성 실험

#### 실험계기
1953년 밀러는 20세기 초 스코틀랜드 과학자 홀데인(John B. S. Haldane; 1892~1964)과 러시아의 오파린(Aleksandr N. Oparin; 1894~1980)은 지구상에 생명이 어떻게 생겨나게 되었는가에 대한 가설을 제시하였다. 지구가 막 생성되었을 때의 원시 대기는 암모니아(NH3), 메탄(CH4), 수증기(H2O)와 같은 수소가 풍부한 분자가 주요한 성분이었으며, 이러한 분자들은 번개, 자외선, 열과 같은 에너지를 통해 간단한 형태의 유기물로 합성되었을 것이고, 원시 대기는 산소가 거의 없는 상태였기 때문에, 새롭게 합성된 유기물들은 산화반응을 통해 분해가 어려워서 원시 바다에 저장되었을 것이라는 이 가설을 검증하기 위해 1952년 밀러는 다음과 같은 실험 장치를 고안하였다.

#### 실험장비
밀러의 실험 장비는 메탄, 암모니아, 수증기 그리고 수소를 순환시키고 전기방전이 가해지도록 설계되었다. 전기 방전은 혼합기체로부터 활성물질을 만들기 위해 자외선을 대신하여 사용되었는데, 그 이유는 유리의 성분인 석영은 가스가 광분해되기 위해 필요한 영역대의 파장 빛을 흡수하기 때문이었다. 실험기구에서 플라스크에서 끓는 물로부터 나온 수증기는 가스가 들어있는 플라스크 속으로 유입되어 가스와 섞이며, 전극을 거쳐 순환되어, 냉각기를 통과하며 응축되어 다시 끓는 물이 들어있는 플라스크 속으로 들어간다. 여기서 U튜브는 순환의 역류를 방지하여 생성된 유기물이 다시 순환과정으로 유입되지 못하도록 막는다. 전기방전으로부터 생성된 아미노산은 U자 관의 물속에 축적된다. 가스의 순환은 매우 느렸지만, 흡입기를 사용해 순환속도를 높인 기구에서보다 더 많은 생성물이 생성되는 것으로 밀러는 확인하였다.
위의 실험 장치에서 플라스크는 원시 지구 대기의 상태를 나타내며, 메탄, 암모니아, 수소, 수증기는 원시 지구 대기의 성분을 나타낸다. 전기방전은 원시 지구에서 태양으로부터 오는 자외선, 우주의 방사선, 번개 등의 에너지에 해당하며, 이것은 유기물을 합성하는데 필요한 에너지를 공급한다. U자관은 원시 지구의 바다에 해당하며, 수증기가 비가 되어 대기 중에 녹아있던 분자들과 함께 떨어져 이곳에 모이게 된다.

#### 실험결과 및 분석
실험시작 하루 만에 무색이었던 플라스크는 분홍색을 띠었고, 1주일 후에는 짙은 붉은색을 띠는 혼탁액으로 변했다. 혼탁액의 대부분은 유리로부터 생성된 콜로이드 형태의 실리카였으며, 붉은색은 이 실리카에 흡수된 유기물 때문이었다.
1주일이 경과한 후 미생물의 번식을 막기 위해 혼탁액에 1ml의 HgCl2 포화수용액을 첨가하였고, 액체를 꺼내어 분석하였더니 글리신, 알라닌, 글루탐산, 아스파르트산 등과 같은 몇 종류의 아미노산과 유기산 및 포름알데히드, 시안화수소(HCN), 요소 등이 검출되었다. 생성된 혼합물의 아미노산의 여부를 확인하기 위해 밀러는 종이 크로마토그래피를 사용하였다.

| 물질     | 생성량 | 물질         | 생성량 |
| -------- | ------ | ------------ | ------ |
| 푸마르산 | 233    | 푸르피온산   | 13     |
| 글리신   | 63     | 숙신산       | 4      |
| 알라닌   | 34     | 요소         | 2      |
| 젖산     | 31     | 아스파르트산 | 0.4    |
| 아세트산 | 15     | 글루탐산     | 0.6    |

위의 실험을 거쳐 원시 지구의 대기 성분이 전기 방전의 에너지에 의해 화학반응을 거쳐 간단한 유기물로 형성된다는 것을 알 수 있다고 밀러는 발표하였다. 생성된 분자들은 완전히 살아있는 생화학적 시스템을 이루기에는 상대적으로 모자란 단순한 유기물질이었다. 하지만, 밀러의 실험은 생명체가 없는 상태에서 자연적인 과정만으로 생명체를 이루는 기본 요소들이 생성될 수 있다는 사실을 확립시켰다.

### 머치슨 운석
1969년 호주 빅토리아주 머치슨에 떨어진 100kg짜리 대형 운석은 1953년 밀러의 실험을 다시 부각시켰다. '머치슨 운석'이라고 불리는 이 탄소질 콘드라이트는 지구에는 존재하지 않는 암석으로 이 운석에서 처음으로 외계 기원의 유기물질이 발견되었다. 유기물질에 포함된 유기분자의 조성을 분석하자 다양한 아미노산이 발견되었고 조성과 함량비율이 밀러의 실험 결과와 상당히 비슷했다.
2008년 6월에는 머치슨 운석에서 DNA와 RNA 형성에 중요한 유전적 성분인 우라실과 산틴을 발견하였다. 이 두 가지 물질은 핵산 형성에 중요한 전구물질이다. 핵산은 여러 세대에 걸쳐 유전정보를 저장하거나 전달하는 기능을 한다. 50년 전만 해도 생명의 기원 물질로 주목받은 것은 단백질의 구성성분인 아미노산이었다. 그러나 현대 생물학자들이 관심을 갖는 것은 유전정보를 담고 있는 핵산, 즉 DNA과 RNA이다. 즉, 머치슨 운석에서 발견된 우라실과 산틴은 생명의 기원에 관해 중요한 단서가 될 수 있다.
| 아미노산                | 머치슨 운석 | 방전 실험 |
| ----------------------- | ----------- | --------- |
| 글리신                  | ●●●●        | ●●●●      |
| 알라닌                  | ●●●●        | ●●●●      |
| 알파-아미노-N-부티르산  | ●●●         | ●●●●      |
| 알파-아미노이소부티르산 | ●●●●        | ●●        |
| 발린                    | ●●●         | ●●        |
| 노르발린                | ●●●         | ●●●       |
| 이소발린                | ●●          | ●●        |
| 프롤린                  | ●●●         | ●         |
| 피페콜산                | ●           | ◐         |
| 아스파르트산            | ●●●         | ●●●       |
| 글루탐산                | ●●●         | ●●        |
| 베타-알라닌             | ●●          | ●●        |
| 베타-아미노-N-부티르산  | ●           | ●         |
| 베타-아미노이소부티르산 | ●           | ●         |
| 감마-아미노부티르산     | ●           | ●●        |
| 사르코신                | ●●          | ●●●       |
| N-에틸글리신            | ●●          | ●●●       |
| N-메틸알라닌            | ●●          | ●●        |

## 저서『생명의 기원, The origin of life on the Earth』[10]
1974년에 밀러와 오르겔이 지은 책으로 생명의 기원에 관해서는 최고의 고전이다. 생명의 기원에 대한 문제를 다양한 학문에서 접근하여 서술하였고 원시지구에서 최초의 유기체를 출현케 한 화학진화를 실험적 관찰에 기초하여 재현하고자 하였다. 최초의 유기체가 진화되기 전에 원시지구에서 일어난 화학반응들을 이해하기 쉽게 다루었고 천문학, 지질학 및 분자생물들의 기본지식을 소개함으로써, 생명의 기원을 화학과 진화생물학의 관점에서 이해할 수 있게 하였다. 특히 각 장마다 관계되는 참고문헌들을 소개하여 독자들에게 도움이 되게 하였다.

### 공동저자 및 역자

#### 레슬리 오르겔
1927년 영국 런던 출생. 옥스퍼드 대학교 화학과와 동 대학원 화학과를 졸업하여 이학 박사학위를 받았다. 현재 솔크 연구소의 화학진화 연구실에서 일하며 캘리포니아 대학교 (샌디애고) 외래교수로 있다.

#### 박인원(역자)
서울대학교 화학과 및 동 대학원 졸업. 벨기에 겐트대학교에서 이학 박사학위를 받았다. 미국 위스콘신대학교 분자생물학교실 방문교수와 프랑스 국립보건의학연구소 연구원을 거쳐 현재 서울대학교 자연과학대학 화학과 교수를 퇴직했다.

### 목차
- 제1장 서론
- 제1장 태양계의 형성
- 제3장 지질학적 증거
- 제4장 원시대기의 조성
- 제5장 에너지원
- 제6장 생명 현상의 본질
- 제7장 아미노산류, 우레아, 지방산류, 포르피린류 및 비타민류의 선생체적 합성
- 제8장 푸린류, 피리미딘류 및 누클레오시드류의 선생체적 합성
- 제9장 유기화합물들의 안정성과 원시대양의 온도
- 제10장 농축기구
- 제11장 탈수반응과 중합반응
- 제12장 무작위한 중합체들로부터의 최초의 원시유기체의 출현
- 제13장 광학활성
- 제14장 생화학적 진화
- 제15장 운석, 혜성, 성간분자 그리고 다른 행성들에 있어서의 생명
- 제16장 요약 및 미해결의 문제

## 관련된 사람들

### 헤럴드 유리

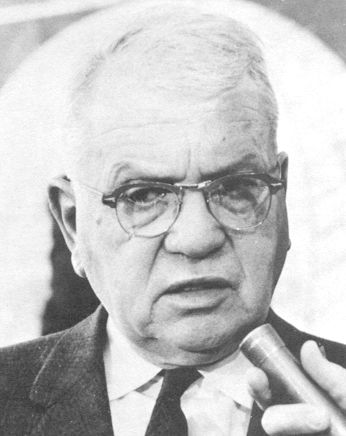
헤럴드 유리

헤럴드 유리는 미국의 물리화학자이며 1931년 처음으로 중수(重水)를 분리시키고 수소의 동위원소인 중수소를 발견하였다. 이 업적으로 1934년 노벨화학상을 수상하였으며, 제 2차 세계대전 후에는 세계평화와 국제간의 이해를 촉진하는 원자과학자의 운동을 추진하였다.
미국 인디애나주 워커턴 출생이며 처음에는 몬태나 대학에서 동물학을 배우고, 나중에 화학으로 전향하여 캘리포니아대학에서 G.N.Lewis의 지도를 받았다. 귀국한 후, 컬럼비아대학 교수로 있던 동안에 5년간 맨해튼 계획 연구소 소장을 역임하기도 했다(1934~1945). 1945년에는 시카고 대학 교수로 전임하였다.
밀러는 유리 교수의 실험실에 들어간 지 얼마 안 된 그해 10월 유리 교수의 한 강연을 듣는데 이 강연에서 유리 교수는 생명체를 이루는 분자가 만들어지려면 지구가 환원성 대기여야 했을 거라고 주장했다. 그러면서 누군가가 이를 입증하는 실험을 해보면 좋을 것이라고 덧붙였다. 유리 교수의 말의 흥미를 느낀 밀러는 교수를 찾아가 그에게 자신이 이 실험을 하겠다고 한다. 1953년 시카고 대학에서 이루어진 이 실험이 바로 밀러의 업적 중 가장 높이 평가되는 초기 지구 조건에서의 아미노산 합성 실험이다.

### 제프리 베다
캘리포니아 대학에서 해양화학교수로 재직 중이며 샌디에고주립대학에서 학사 학위를 받고 캘리포니아 대학에서 박사학위를 받았다. 원시 지구와 다른 태양계 행성에서 유기 화합물의 근원과 안정성, 화성 운석의 연구와 지구상에서의 현장 분석을 통한 화성에서 원시 생명체의 존재 가능성 등을 연구하고 있다. 스탠리 밀러의 제자와 동료로서 그의 연구를 통해 더욱 발전 시켜 생명의 기원에 대해 연구하고 있다. 1974년에 UCSD 총장 학부 우수상을 수상하였으며, 2008년에는 생명의 기원에 관한 국제 협회에 들어갔다.

### 같이 보기
- 화학진화
- 밀러 실험
- 생명의 기원